# Réveil finlandais (mouvement religieux)

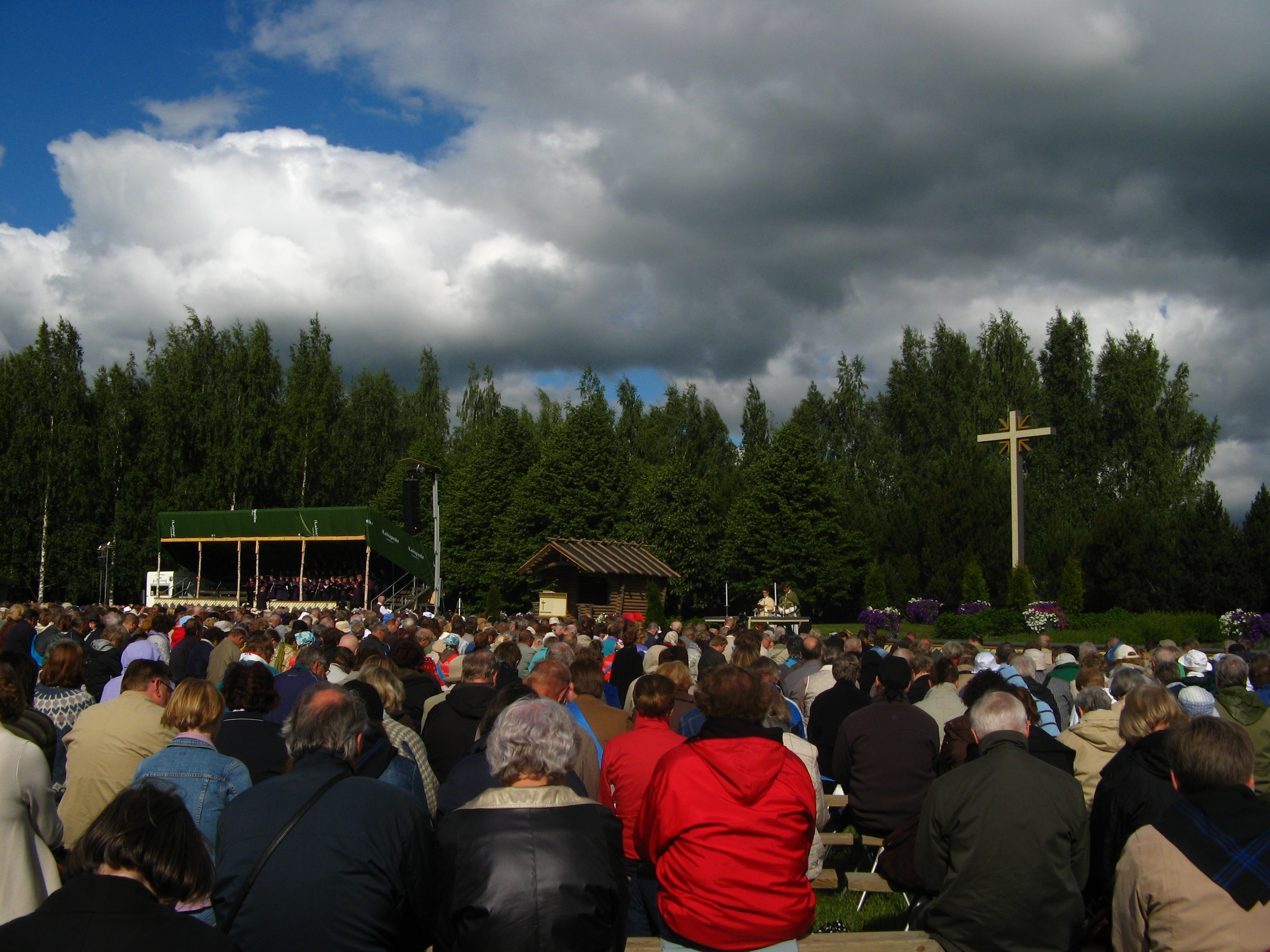
Herättäjäjuhlat festival du Réveil à Seinäjoki, 2009.

Le Réveil (en finnois : herännäisyys ou körttiläisyys) est un mouvement religieux luthérien finlandais qui a trouvé des adeptes dans les provinces de Savonie et d'Ostrobotnie à partir du XVIIIe siècle. Autrefois très piétiste, le mouvement est aujourd'hui considéré comme simplement luthérien. Le Réveil a introduit en Finlande la pratique des conventicules ou cercles de prière, des coutumes et des vêtements austères et des chants méditatifs inspirés des Frères moraves. Il est aujourd'hui très connu en Finlande à cause du festival religieux qu'il organise chaque été, le Herättäjäjuhlat, qui attire près de 30 000 visiteurs et constitue le deuxième rassemblement religieux le plus important du pays. Le Réveil reste très influent au sein de l'Église évangélique-luthérienne de Finlande. 

## Historique
L'herännäisyys a commencé au XVIIIe siècle, notamment dans la province de Savonie où des groupes de paysans ont connu des expériences de transe. Le cas le plus célèbre a été le miracle de la prairie de Telppäs (fi) qui a eu lieu en 1796 non loin de l'église de Lapinlahti en Savonie du nord : un grand vent jette soudain au sol les ouvriers agricoles qui faisaient les foins, ce qu'ils interprètent comme un miracle et provoque des parlers en langue,. Le premier chef de ce Réveil fut Johan Martikainen, qui sombrait de temps en temps dans l'extase puis tombait à terre comme un mort. Il était bon prédicateur mais il manquait des connaissances et des compétences nécessaires pour diriger un mouvement. Il céda donc bientôt la direction des assemblées au charron Juhana Puustijärvi, appelé Lustig depuis l'époque où il était soldat (fi). Quand le Réveil a commencé, il avait environ 26 ans. Il a encouragé les expériences extatiques et devenu de plus en plus arrogant, ce qui fait que, progressivement, et de manière marquée à partir des années 1820, l'agriculteur Paavo Ruotsalainen s'est imposé comme le chef de file du mouvement et l'a fortement développé par son inlassable capacité à voyager et a stimuler les conventicules dans tout le pays. Simultanément un renouveau religieux commençait à Kalajoki, encouragé par les pasteurs Jonas Lagus et Nils Gustav Malmberg. Dans les années 1830, les deux réveils sont entrés en contact pour s'organiser. Le mouvement a toujours été le plus fort dans la province de Savonie, Ostrobotnie et de Kainuu. Son influence s'est étendue au-delà de sa région d'origine par l'entremise du clergé luthérien.
Au milieu du XIXe siècle, l'unité du mouvement a été contestée. Finalement, le "Réveil évangélique", dirigé par Fredrik Gabriel Hedberg se sépare de l'Église évangélique luthérienne. Simultanément, le mouvement entre dans une période de crise, les ecclésiastiques à l'origine du mouvement prennent leurs distances accusant Paavo Ruotsalainen et surtout Nils Gustav Malmberg de vivre dans le vice. Le mouvement se maintient néanmoins de manière autonome, des adeptes issus de la population paysanne s'étant organisés pour cela.
Dans les années 1880, le fils de Nils Gustav Malmberg, Wilhelmi Malmivaara, devient le chef de file du mouvement. Il adopte les moyens modernes de communication, créant un périodique Hengellinen Kuukauslehti en 1888 et une société d'édition, Herättäjä, en 1892. En 1912, le mouvement s'institutionnalise par le biais de la fondation dune structure légale, la Société Herättäjä (Sisälähetysseura Herättäjä).
Selon un sondage réalisé en 2010, 48 % du clergé luthérien finlandais reconnaît l'influence de ce courant dans sa manière de penser, et 28 % a été directement associés à ce courant. L'influence du réveil reste donc majeure sur l'Église évangélique-luthérienne de Finlande.

## Théologie
Les points de vue religieux du mouvement ont été formulés principalement par ses premiers chefs de file, en particulier par Paavo Ruotsalainen. Le mouvement reste intégralement ancré dans la théologie luthérienne de l'église de Finlande tout en épousant les principes et pratiques du piétisme. 
Le réveil finlandais a fortement souligné le principe sola gratia de Luther, à savoir que la foi et le salut sont des dons venus de Dieu. L'homme ne peut pas contribuer à son salut. Le salut est un acte de Dieu et du Saint-Esprit. D'autre part, il insiste sur l'importance de la foi dans la vie de l'individu et encourage les fidèles à suivre personnellement le Christ. La mise en place de  conventicules, ou cercles de prière, correspond à la pratique piétiste promue par Spener, les collegia pietatis.
Aujourd'hui, herännäisyys est un mouvement modéré qui accepte l'ordination des femmes comme pasteurs et a une attitude libérale envers les minorités sexuelles. Une étude publiée en 2010 par le Centre de recherche de l'Église évangélique-luthérienne de Finlande a révélé que les adeptes du Réveil se distinguaient nettement d'autres Finlandais luthériens issus de courants revivalistes dans leur attitude libérale envers, par exemple, l'éthique sexuelle.

## Pratiques particulières
- L'une des caractéristiques du mouvement est de souligner l'importance d'une vie simple et tranquille, tout en  prenant des responsabilités dans la société. À l’époque  moderne, le mouvement a exprimé des préoccupations au sujet de la justice sociale dans la société finlandaise.

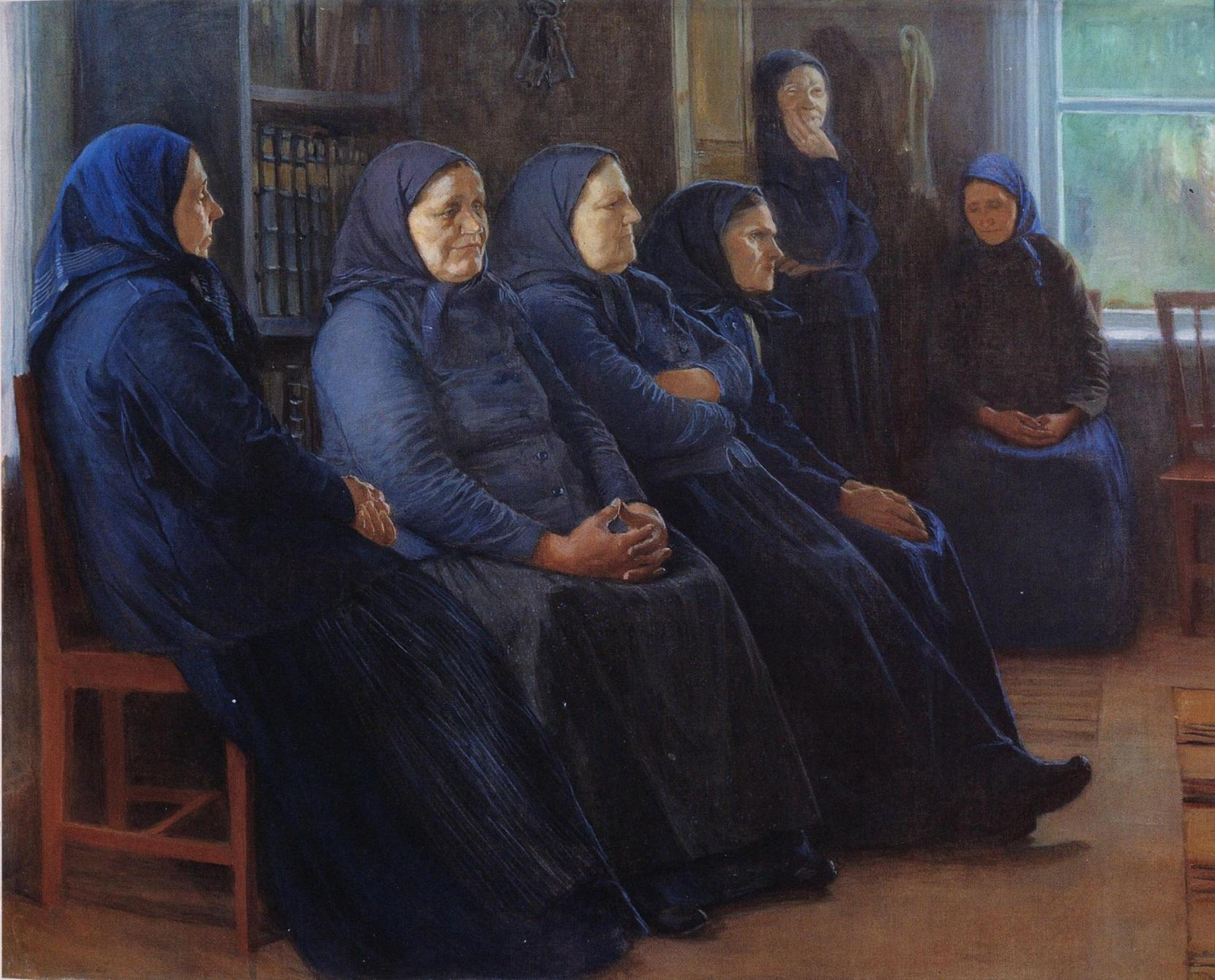
Venny Soldan-Brofeldt: Femmes au conventicule (1898). Vue de la maison de l'artiste, le presbytère d'Iisalmi.

- Les cercles de prière appelés seurat sont l'exemple type de rassemblement religieux du mouvement. Traditionnellement, ils sont organisés dans des foyers privés, mais ils peuvent aussi, de nos jours, avoir lieu dans des salles paroissiales ou d'autres lieux. Généralement, ils durent environ une heure. Les cantiques sont chantés sur un tempo méditatif sans accompagnement. Le texte des hymnes est la plupart du temps à la prière. Les chants sont entrecoupés de brèves allocutions. L'organisation des seurat est très ouverte : seuls quelques orateurs sont sollicités à l'avance pour prendre la parole et chaque participant a ensuite l'occasion de parler. Les orateurs parlent généralement depuis leur place dans le cercle, et non à partir d'une chaire. Le choix des cantiques est également libre : n'importe qui peut en choisir un et l'entonner. Si un discours est considéré comme inapproprié, il est, selon la coutume, acceptable d'interrompre l'orateur en commençant à chanter un cantique. Souvent, les hymnes et les discours sont spontanément thématiquement liés, formant ainsi une chaîne de pensées. Il est habituel de commencer par un café et de finir par des conversations libres. Il est également loisible aux participants de s'entretenir en privé si nécessaire avec les pasteurs ou les prédicateurs laïcs.

- Le chant méditatif est l'une des caractéristiques marquantes de herännäisyys. Le recueil de cantiques du mouvement est Siionin Virret (Cantiques de Sion), qui était à l'origine une traduction du livre de cantiques de l'Église des Frères moraves suédoise paru en 1740, Sions Sånger. Le recueil de cantiques a été réorganisé et complété à plusieurs reprises, la dernière fois en 2005[6]. De nombreux cantiques de Sion ont été inclus dans le recueil officiel de cantiques de l'Église évangélique-luthérienne.

- Tradition vestimentaire : les membres du mouvement suivaient un strict code de conduite. Ils ne participaient pas aux bals, n'allaient pas au théâtre ou aux concerts, et ne portaient pas de vêtements colorés ni de coiffure élaborée. La deuxième nom finlandais du mouvement, körttiläisyys dériverait de ce port systématique de vêtements noirs avec un pli caractéristique dans le dos (en finlandais körtti , en suédois skört). Les membres du mouvement voulaient ainsi mettre l'accent sur leur liberté par rapport à la mode et leur adhésion à une vie simple. Cette tradition vestimentaire a reflué et est devenue une curiosité.

## Dans la culture
En dépit d'être traditionnellement hostile à la culture, notamment au théâtre et aux concerts, le mouvement a inspiré d'éminents artistes finlandais et a connu un nouvel essor dans les années 1970 et 1980, au point d'être en vedette dans des pièces de théâtre et des opéras finlandais très populaires. 
- L'auteur finlandais Juhani Aho a grandi au sein du mouvement, et il en a fait le sujet de plusieurs de ses romans et nouvelles, notamment dans son livre paru en 1906 Kevät ja takatalvi (Le Printemps et les gelées tardives)[7].
- Le compositeur finlandais Joonas Kokkonen a écrit l'opéra Viimeiset kiusaukset ("Les Dernières Tentations"), qui dépeint la vie de Paavo Ruotsalainen[8]. L'opéra a été écrit pour le célèbre basse finlandais Martti Talvela, dont l'ami Aku Räty était un prédicateur laïc du Réveil.

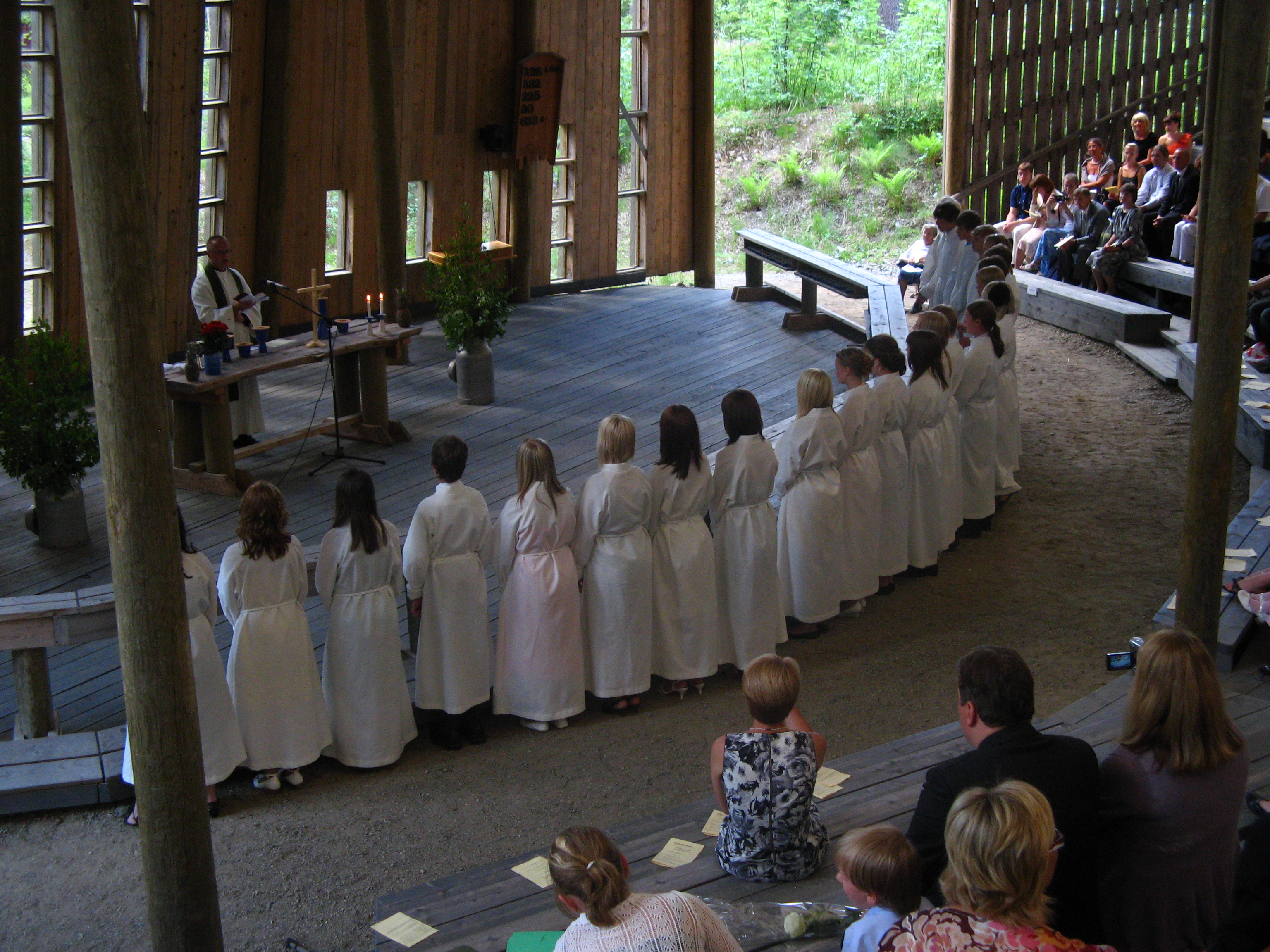
Confirmation et culte en plein air à la fin du camp à Aholansaari, centre du mouvement du Réveil.

## Organisation et activités actuelles

### Organisation
L'organisation faîtière de herännäisyys est Herättäjä-Yhdistys (la Société du Réveil), basée à Lapua. L'ancien président (2010) de la société était un laïque, Mme Kaisa Rönkä, la première femme à être élue à la tête du Réveil finlandais. Jukka Hautala a succédé à Mme Rönkä en tant que président en 2011. Le directeur exécutif de la société est Simo Juntunen. La société emploie 20 personnes — pour la plupart des pasteurs ou des prédicateurs laïcs. Herättäjä-Yhdistys publie des livres et de la musique, organise des retraites de confirmation dans le domaine de Paavo Ruotsalainen — Aholansaari à Nilsiä, et continue la publication de Hengellinen Kuukauslehti et autres périodiques.

### Festival d'été
Son activité la plus importante est de loin l'organisation du festival d'été, le Herättäjuhlat. Ce festival est une source importante de revenu pour le mouvement. Il est organisé par rotation dans différentes villes de la zone d'origine du mouvement et, occasionnellement, dans des grandes villes. Le festival, qui a lieu en juillet, attire près de 30 000 visiteurs et reste le deuxième événement religieux le plus important du pays.

### Jeunesse
Le ministère du mouvement auprès des étudiants a commencé à l'époque où les familles souhaitaient fournir un abri sûr pour les étudiants en théologie à Helsinki. Il a commencé dans les années 1970. Le mouvement a créé plusieurs "collèges populaires" à une époque où le niveau d'éducation dans les campagnes était encore relativement faible. Actuellement, neuf écoles populaires sont plus ou moins affiliés à herännäisyys. Elles sont situées à Eurajoki, Jyväskylä, Kajaani, Lapua, Lieksa, Lapinlahti, Ylivieska, Turku et Valkeala.

### Missions
Les partisans de herännäisyys ont été activement impliqués dans la mise en place de la Société des missions finlandaise et continuent à apporter un soutien actif aux missionnaires par l'entremise de cette société missionnaire. Par ailleurs, le mouvement a des opérations indépendantes au profit des Finlandais et les peuples Finno-ougriens de Russie et d'Estonie.